# Kingston (City, New York)
Kingston ist eine Stadt in Ulster County im Tal des Hudson Rivers im Bundesstaat New York, Vereinigte Staaten. Bei der Volkszählung im Jahr 2020 hatte die Stadt 24.069 Einwohner.

## Geschichte
Kingston wurde 1651 von überwiegend niederländischen Siedlern unter dem Namen Esopus gegründet und wenig später in Wiltwijck umbenannt. 1664 kam es in britischen Besitz. Als sich die britischen Kolonien im Amerikanischen Unabhängigkeitskrieg 1775 vom Mutterland losgesagten, wurde das nunmehrige Kingston Hauptstadt des State of New York. Wenig später wurde Kingston von britischen Truppen besetzt und am 13. Oktober niedergebrannt. 1786, fünf Jahre nach Ende des Krieges, trat die Kolonie den Vereinigten Staaten bei. Albany wurde anstelle des zerstörten Kingston 1797 Hauptstadt des Staates New York.

## Geographie
Kingston liegt am westlichen Ufer des Hudson Rivers, nördlich der Mündung des Rondout Creeks, der einer der beiden Ortschaften, die dann Kingston bildeten, den Namen gegeben hat. Der Esopus Creek fließt nördlich an Kingston vorbei und bildet im Nordwesten die Grenze der City of Kingston zur Town of Kingston.
Die Interstate 87 durchschneidet im Westen für wenige hundert Meter das Stadtgebiet. Außerdem führen mehrere New York State Routes durch Kingston. Der nördliche Endpunkt der New York State Route 213 befindet sich an der Kreuzung von Fair Street (New York State Route 32) und Henry State. Die ebenfalls in Nord-Süd-Richtung verlaufende NY 32 kreuzt sich etwas weiter nördlich mit der hier verlaufenden New York State Route 28. Diese ist als Ausfallstraße nach Westen als Interstate 587 ausgewiesen, nach Osten führt NY 28 als Broadway zu ihrem östlichen Ende am U.S. Highway 9W (Frank Köenig Boulevard), der durch den Osten der City von Süden nach Norden führt und dabei parallel zu dem auf dem Ostufer des Hudson Rivers verlaufenden U.S. Highway 9 verläuft.
Innerhalb des Stadtgebietes liegen mehrere Parks, deren größter der Hasbrook Park im Osten ist. Südöstlich dieses Parks liegt der kleinere Kingston Point Park, südlich des Stadtzentrums erstreckt sich zwischen NY 32 und NY 213. Der Forsyth Park liegt westlich der Washington Avenue im Westen der City.

## National Register of Historic Places
In der City of Kingston befindet sich der Stockade District mit dem Kirkland Hotel. Beide sind seit 2002 in das National Register of Historic Places eingetragen. Innerhalb von Kinston finden sich weitere in das National Register aufgenommene Objekte, etwa das Ulster Performing Arts Center am Broadway, der Sharp Burial Ground an der New York State Route 32, die Häuser von James and Mary Forsyth, John Smith, George J. Smith, Benjamin Ten Broeck und Jacob Ten Broeck oder das Haus 184 Albany Avenue sowie die Kingston–Port Ewen Suspension Bridge.

## Demographie
Die bei der Volkszählung im Jahr 2000 ermittelten 23.456 Einwohner von Kingston lebten in 9.871 Haushalten; darunter waren 5.498 Familien. Die Bevölkerungsdichte betrug 1.232 pro km². Im Ort wurden 10.637 Wohneinheiten erfasst. Unter der Bevölkerung waren 80,38 % Weiße, 12,77 % Afroamerikaner, 0,30 % amerikanische Indianer, 1,53 % Asiaten und 1,90 % von anderen Ethnien; 3,12 % gaben die Zugehörigkeit zu mehreren Ethnien an.
Unter den 9.871 Haushalten hatten 27,0 % Kinder unter 18 Jahren; 35,2 % waren verheiratete zusammenlebende Paare. 36,8 % der Haushalte waren Singlehaushalte. Die durchschnittliche Haushaltsgröße war 2,28, die durchschnittliche Familiengröße 3,02 Personen.
Die Bevölkerung verteilte sich auf 23,9 % unter 18 Jahren, 8,1 % von 18 bis 24 Jahren, 28,9 % von 25 bis 44 Jahren, 21,9 % von 45 bis 64 Jahren und 17,1 % von 65 Jahren oder älter. Der Median des Alters betrug 38 Jahre.
Der Median des Haushaltseinkommens betrug 31.594 $, der Median des Familieneinkommens 41.806 $. Das Pro-Kopf-Einkommen in Kingston betrug 18.662 $. Unter der Armutsgrenze lebten 15,8 % der Bevölkerung.

## Söhne und Töchter der Stadt
- Frederick L. Anderson (1905–1969), Luftwaffenoffizier
- Jane Ball (1920–2005), Schauspielerin
- Margarethe Bence (1930–1992), Opern- und Konzertsängerin
- Peter Bogdanovich (1939–2022), Filmregisseur
- Chick Chandler (1905–1988), Schauspieler
- Billy Costello (1956–2011), Boxer
- Robert Craft (1923–2015), Dirigent und Musikwissenschaftler
- Charles DeWitt (1727–1787), Politiker
- Lucas Elmendorf (1758–1843), Jurist und Politiker
- Joseph W. Estabrook (1944–2012), römisch-katholischer Weihbischof im Militärordinariat
- Barry Crimmins (1953–2018), Stand-up-Comedian, politischer Satiriker und Autor
- Joseph W. Estabrook (1944–2012), Weihbischof im Militärordinariat
- Arthur Flemming (1905–1996), US-Gesundheits- und Bildungsminister
- Barent Gardenier (1776–1822), Jurist und Politiker
- Josh Green (* 1970), Politiker
- Abraham B. Hasbrouck (1791–1879), Jurist und Politiker
- Robert W. Hasbrouck (1896–1985), Generalmajor der United States Army
- George Sydney Hawkins (1808–1878), Jurist und Politiker
- Sherry Hormann (* 1960), Film- und Fernsehregisseurin und Drehbuchautorin
- Hakim Jami (≈1941–2021), Jazzmusiker
- Tony Lindsay, Rock- und Soulsänger und Komponist
- Edwin Mansfield (1930–1997), Ökonom
- Edwin J. Messinger (1907–1965), Generalleutnant der United States Army
- Neil Miller (* 1945), Autor und Journalist
- Pat Ryan (* 1982), Politiker
- Marius Schoonmaker (1811–1894), Jurist und Politiker
- Keith Simmons (* 1985), Basketballspieler
- George J. Smith (1859–1913), Politiker
- Ron Suskind (* 1959), Journalist, Reporter für das Wall Street Journal und Pulitzer-Preisträger 1995
- Anne Sweeney (* 1958), Medienmanagerin
- John Van Buren (1799–1855), Jurist und Politiker
- John Vanderlyn (1775–1852), Maler
- Todd Wells (* 1975), Cyclocross- und Mountainbike-Radrennfahrer
- Bruno H. Zimm (1920–2005), Chemiker